# Cándido Lobera Girela

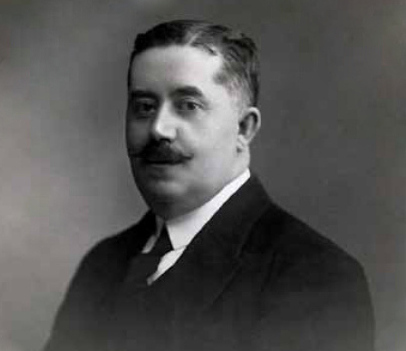
Retrato de Cándido Lobera

Cándido Lobera Girela (Granada, 11 de abril de 1871-Melilla, 1932) fue un militar, político colonialista y periodista español, fundador de El Telegrama del Rif. Tiene calle dedicada en Melilla. Considerado una de las figuras más relevantes de la historia de Melilla, fue promotor de grandes cambios en la ciudad. Fundó también la Asociación de la Prensa de Melilla.

## Biografía
Hijo de un comerciante soriano, propietario de un próspero negocio de telas. Cursó el bachillerato en el instituto de Granada. En 1886 se matriculó en la Academia General Militar. En 1889 fue designado alférez. En 1891 ascendió a teniente. Trasladado a Melilla, fue jefe de la Junta Municipal de la ciudad. En 2013 la ciudad de Melilla le rindió homenaje con la exposición "Escuela de energía. Cándido Lobera Girela y su tiempo. Una historia gráfica 1893-1932".